# Allocation transitoire de solidarité
 (septembre 2023).
Si vous disposez d'ouvrages ou d'articles de référence ou si vous connaissez des sites web de qualité traitant du thème abordé ici, merci de compléter l'article en donnant les références utiles à sa vérifiabilité et en les liant à la section « Notes et références ».
L’Allocation équivalent retraite (AER) est une allocation d’aide française pouvant être versée aux personnes au chômage ayant le nombre suffisant d'annuités mais n'ayant pas atteint l'âge pour prendre leur retraite.
Elle est supprimée le 1er janvier 2011 par la majorité de droite et remplacée par l'Allocation transitoire de solidarité (ATS) aux conditions d'accès beaucoup plus restrictives qui ne bénéficiait qu'à quelques centaines de personnes.
Par le décret du 4 mars 2013, le premier ministre Jean-Marc Ayrault a réformé les conditions d'accès à l'« allocation transitoire de solidarité » versée aux demandeurs d'emploi aux faibles ressources nés précisément « entre le 1er janvier 1952 et le 31 décembre 1953 » inscrits à Pôle emploi, ayant validé le nombre de trimestres nécessaires pour pouvoir prétendre à une retraite à taux plein (1952 : 164 trimestres et 1953 : 165 trimestres) mais dont l'âge de départ à la retraite a été repoussée, sans avoir pu bénéficier de l'allocation équivalent retraite avant sa suppression. « Cette prestation complète leur revenu pour le porter à 1 030 euros par mois ». Elle ne bénéficiait qu'à quelques centaines de personnes pendant quelques mois, et ne concernait pas les futurs chômeurs âgés.
En novembre 2014, le président de la République François Hollande a déclaré son intention de faire procéder à un rétablissement complet de l'AER, sous une forme restant à préciser.
L'Allocation transitoire de solidarité (ATS) est devenue caduque le 1er mars 2015, lorsque tous les demandeurs d'emploi nés en 1953 et justifiant des trimestres pour bénéficier d'une retraite à taux plein, ont atteint l'âge légal de la retraite (61 ans et 2 mois). Elle est remplacée par la Prime Transitoire de Solidarité (PTS) d'un montant fixe de 300 euros par mois accordé sous conditions. Cette aide ouvre le droit à la prime de noël de l'Etat versée courant du mois de décembre.
À partir de 2015, les sans-emploi nés avant le 1er janvier 1957, ne percevant plus d'allocations chômage et justifiant du nombre de trimestres requis dans leur classe d'âge pour prétendre à une pension sans décote pourront toucher l'ATS à compter de leur soixantième anniversaire. Ils devront, en outre, ne pas dépasser un certain plafond de revenus mensuels (1.669,44 euros pour une personne seule, 2.399,83 euros pour un couple). Si toutes ces conditions sont réunies, ils percevront une allocation journalière maximum de 34,78 euros (le montant est dégressif en fonction des ressources) qui viendra s'ajouter aux 16,11 euros par jour attribués au titre de l'allocation de solidarité spécifique (ASS) octroyée aux chômeurs en fin de droits.
Depuis le 31 décembre 2017, la prime transitoire de solidarité (PTS) n'est plus attribuée. Le bénéficiaire de la PTS (né en 1954 ou en 1955) la perçoit cependant jusqu'à la liquidation de ses droits à la retraite.